# Husajn Hidżazi
Husajn Muhammad Hidżazi, Hussein Muhammad Hegazi (arab. حسين محمد حجازي, Ḥusayn Muḥammad Ḥijāzī; ur. 14 września 1891 roku w Kairze lub we wsi Kirimla w Prowincji Wschodniej, zm. w 1958 roku lub 8 października 1961 roku) – egipski piłkarz występujący na pozycji napastnika. Uczestnik Igrzysk Olimpijskich 1920 i 1924, pierwszy Egipcjanin w angielskich rozgrywkach ligowych.
W młodości zawodnik trenował piłkę nożną, grając z angielskimi żołnierzami i przedstawicielami brytyjskiej administracji w Egipcie. Grał także w szkolnych drużynach. Poza piłką nożną uprawiał również biegi, triumfując cztery razy z rzędu w biegach na ćwierć oraz pół mili na krajowych mistrzostwach.
W 1911 roku przeniósł się do Anglii, by studiować inżynierię na University College London. W tym samym roku został również piłkarzem amatorskiego klubu Dulwich Hamlet, stając się jedną z wiodących postaci w drużynie. Od kibiców zespołu otrzymał przydomek „Nebuchadnezzar”.
W listopadzie 1911 roku Hidżazi otrzymał zaproszenie od Fulham do gry w barwach tego klubu, występującego wówczas w Second Division. Zawodnik zaliczył swój debiut w tych rozgrywkach 11 listopada, strzelając pierwszą bramkę wygranego 3:1 spotkania ze Stockport County. Po meczu spotkał się jednak z trenerem Dulwich Hamlet, który pragnął by Hidżazi pozostał w jego drużynie, w której odgrywał kluczową rolę. Ostatecznie piłkarz zdecydował się pozostać w Dulwich Hamlet. Cała sprawa stała się na krótko przedmiotem debaty w gazetach, w jednym z pism zamieszczono wiersz, którego bohaterem był Hidżazi, a trener Dulwich Hamlet, będąc pod wrażeniem decyzji piłkarza uznał go za najbardziej honorowego zawodnika, jaki kiedykolwiek wybiegł na murawę. W 1912 roku zagrał dwa mecze w Millwall.
W 1913 roku piłkarz został studentem University of Cambridge, gdzie studiował arabistykę i historię. W 1914 roku, na krótko przed wybuchem I wojny światowej powrócił jednak do Egiptu, przerywając naukę, a także grę w Dulwich Hamlet.
Grę w piłkę kontynuował następnie w kilku egipskich klubach. Zagrał także we wszystkich czterech spotkaniach, jakie reprezentacja Egiptu rozegrała na igrzyskach olimpijskich w 1920 i 1924 roku, zdobywając po jednej bramce na każdym z tych turniejów. W 1932 roku zakończył karierę piłkarską.
Miał żonę oraz pięcioro dzieci. Jego imieniem nazwano jedną z ulic w Kairze, na rogu której znajduje się dom, w którym mieszkał piłkarz. O Hidżazim wspominał także noblista Nadżib Mahfuz, który przywołując znanych piłkarzy zapamiętanych z czasów młodości mówił o nim jako o zawodniku, który nigdy nie faulował.